# Ambrosio (nombre)
Ambrosio es un nombre propio masculino de origen griego en su variante en español. Su etimología es: ἀ- (‘no’) y -μβροτος (mortal), es decir Aμβροτος (Ambrotos, latinizado Ambrotius) significa "inmortal".

## Santoral y festividad
- San Ambrosio de Milán (7 de diciembre).
- San Ambrosio de Alejandría (17 de marzo).[1]
- San Ambrosio de Siena (20 de marzo).[2]
- San Ambrosio de Georgia (16 de marzo).[3]

## Variantes
- Femenino: Ambrosia.

### Variantes en otros idiomas
| Variantes en otras lenguas | Variantes en otras lenguas |
| -------------------------- | -------------------------- |
| Español                    | Ambrosio                   |
| Albanés                    | Ambrozi                    |
| Alemán                     | Ambrosius                  |
| Asturiano                  | Ambrosiu                   |
| Bretón                     | Ambroaz                    |
| Búlgaro                    | Амвросий (Amvrosij)        |
| Catalán                    | Ambròs                     |
| Checo                      | Ambrož                     |
| Corso                      | Ambrosgiu                  |
| Croata                     | Ambrozije                  |
| Danés                      | Ambrosius                  |
| Eslovaco                   | Ambróz                     |
| Esloveno                   | Ambrož                     |
| Estonio                    | Ambrosius                  |
| Euskera                    | Anbortsi                   |
| Finlandés                  | Ambrosius                  |
| Francés                    | Ambroise                   |
| Gallego                    | Ambrosio                   |
| Griego                     | Αμβρόσιος (Ambrósios)      |
| Hebreo                     | אמברוזיוס (Ambrwzyws)      |
| Holandés                   | Ambrosius, Ambroos         |
| Húngaro                    | Ambrus                     |
| Inglés                     | Ambrose                    |
| Irlandés                   | Ambróis                    |
| Islandés                   | Ambrósíus                  |
| Italiano                   | Ambrogio                   |
| Latín                      | Ambrosius                  |
| Letón                      | Ambrozijs                  |
| Lituano                    | Ambraziejus                |
| Lombardo                   | Ambroeus                   |
| Noruego                    | Ambrosius                  |
| Polaco                     | Ambroży                    |
| Portugués                  | Ambrósio                   |
| Rumano                     | Ambrozie                   |
| Ruso                       | Амвросий (Amvrosij)        |
| Sardo                      | Ambròsu                    |
| Serbio                     | Амброзије (Ambrozije)      |
| Siciliano                  | Ambroggiu                  |
| Sueco                      | Ambrosius                  |
| Ucraniano                  | Амвросій (Amvrosij)        |
| Véneto                     | Anbrosio                   |